# Гай Валерий Левин
Вижте пояснителната страница за други личности с името Валерий Левин.
Гай Валерий Левин (на латински: Caius Valerius Laevinus) e политик на Римската република през 2 век пр.н.е.
Той е син на Марк Валерий Левин (консул 210 пр.н.е.) и участва в похода на Марк Фулвий Нобилиор през 189 пр.н.е. в Амбракия.
През 179 пр.н.е. e пропретор и служи като управител на Сардиния. През 176 пр.н.е. е избран за суфектконсул заедно с Квинт Петилий Спурин. Той командва легионите в Лигурия. През 174 пр.н.е. е изпратен в Делфи, а 173 пр.н.е. е в Александрия при Птолемей VI Филометор.